# Laheküla (Orissaare)
Laheküla was een plaats in de Estlandse gemeente Orissaare, provincie Saaremaa. De plaats telde 21 inwoners (2011).
Laheküla werd in oktober 2017, toen de gemeente Orissaare opging in de fusiegemeente Saaremaa, bij het buurdorp Maasi gevoegd. Dit was noodzakelijk omdat in de gemeente Lääne-Saare, die ook bij de fusie betrokken was, nog een dorp Laheküla lag.